# Lenguas malibú
Las lenguas malibú son un conjunto de lenguas y dialectos muy pobremente documentadas habladas a lo largo del río Magdalena en Colombia. Únicamente se conserva algún testimonio para dos de estas lenguas, el malibú y el mocana, por lo que se ignora tanto el número total de lenguas como el grado de inteligibilidad mutua entre diferentes dialectos.

## Clasificación
Loukotka y algunos otros autores incluyen el chimila entre las lenguas malibú y consideran a estas como una rama de la familia chibcha. Actualmente, el chimila se clasifica con certeza como una lengua chibcha, sin embargo, Adelaar y Muysken (2004) señalan que el parentesco entre el chimila y las lenguas malibú no tiene un apoyo documental sólido, ni tampoco el posible parentesco entre el malibú y el chibcha y por esa razón dejan a las lenguas malibú como lenguas no clasificadas.
Tampoco se sabe si todas las lenguas denominadas malibú formaban una familia filogenéticamente válida, ya que varias de las lenguas no están documentadas.

### Lenguas de la familia
Rivet inicialmente consideró razonable la existencia de al menos tres lenguas malibú:
- Malibú, hablado cerca del río Magdalena entre Tamalameque y Tenerife,
- Mocana, hablado en la región al este de Cartagena de Indias
- Pacabuey, también llamado Sompallón o malibú de la Laguna, hablado cerca del lago Zapatoza

A esta lista, Loukotka añade seix variedades más que considera como lenguas diferentes (y excluye al Chimila):
- Papale, hablado en el río Fundación
- Coanoa o Guanoa, hablado en el río Cesar
- Zamirua, hablado en el río Ariguaní
- Cospique, hablado en algún lugar del Departamento del Magdalena
- Mompox, hablado cerca de la ciudad de Santa Cruz de Mompox
- Calamari, hablado a lo largo de la costa sur de Cartagena, hasta Coveñas.

## Vocabulario
Rivet proporciona una breve lista de palabras del malibú y el mocana, aunque no distingue qué formas pertenece a cada una de las dos lenguas. Una muestra de este vocabulario es la siguiente:
tahana - 'manzanilla'
malibú - 'jefe, cacique'
man - 'barca pequeña'
ytaylaco/yteylaco/yntelas/ytaylas - 'demonio, deidad'
kalimboor - 'posición, lugar, ubicación'
entaha/enbutac - 'yuca'